# Ардабьевы
Ардабьевы — русский дворянский род.
В первый раз упоминается Фёдор Афанасьевич Ардабьев, при взятии Казани, где он был убит 2 октября 1552 года. Имя его вписано в синодик Московского Успенского собора на вечное поминовение. Один из Ардабьевых владел населенным имением в 1699 году.